# RS-573
Pour les articles homonymes, voir Route 573.
La RS-573 est une route locale du Nord-Ouest de l'État du Rio Grande do Sul. Elle dessert les municipalités de Santo Augusto, São Valério do Sul et São Martinho. Elle débute à l'embranchement avec la RS-210 et s'achève à la jonction avec la RS-155. Elle est longue de 35 km.